# Szpital Przemienienia (film)
Szpital Przemienienia – polski psychologiczny film wojenny z 1978 w reżyserii Edwarda Żebrowskiego, powstały na podstawie powieści Stanisława Lema z 1955 pod tym samym tytułem. Tematem filmu jest zagłada pacjentów szpitala psychiatrycznego wkrótce po wybuchu II wojny światowej (akcja T4). Film koncentruje się na postaci doktora Stefana (Piotr Dejmek), który odważa się protestować przeciwko nieetycznym eksperymentom przeprowadzanym na pacjentach przez kadrę szpitalną jeszcze przed przybyciem Niemców na teren szpitala. Film został przeważnie pozytywnie przyjęty przez krytyków i wielokrotnie nagrodzony (między innymi na Festiwalu Polskich Filmów Fabularnych oraz na MFF w Locarno). Jako zalety filmu wskazywano jego stronę estetyczną oraz wnikliwą analizę przyczyn przyzwolenia na totalitaryzm, natomiast jako wadę – odbiegnięcie od realiów wojennych na rzecz odautorskiej stylizacji.

## Fabuła
Akcja filmu rozpoczyna się pod koniec 1939, kiedy młody doktor Stefan przybywa do zamkniętego szpitala psychiatrycznego w celu otrzymania pracy w zakładzie. Wyznający humanitarne zasady postępowania, aczkolwiek niekonkretny w swych poglądach Stefan zostaje przyjęty przez dyrektora szpitala, doktora Pajączkowskiego, a następnie zdobywa doświadczenie pod opieką cynicznego doktora Rygiera, nieukrywającego swych poglądów pronazistowskich. Stefan z dezaprobatą obserwuje zachowanie Rygiera, który poddaje pacjentów poniżającym eksperymentalnym metodom leczenia, między innymi elektrowstrząsom. Wspomnianą operację Rygier przeprowadza na chorym na raka mózgu inżynierze Andrzeju, w wyniku czego pacjent traci niemal władzę umysłową. Stefan dostrzega również obsesje innych lekarzy: doktor Kauters preferuje wyłącznie chirurgiczne metody leczenia pacjentów, podczas gdy doktor Marglewski postrzega chorobę psychiczną wyłącznie jako przejaw nawiedzenia.
Niebawem do szpitala przybywa esesman Thiesdorf, który zapowiada likwidację szpitala psychiatrycznego. Wizyta Thiesdorfa ujawnia wielość różnych postaw kadry szpitala. Z czasem Stefan coraz bardziej się buntuje przeciwko Rygierowi, jednak nie może liczyć na wstawiennictwo Pajączkowskiego, którego Rygier pomawia o „masońską” twórczość naukową sprzed okresu okupacji. Pajączkowski poucza Stefana, że ten musi stawiać nieszkodzenie pacjentom nad litość wobec nich. Z kolei narkotyzujący się literat Sekułowski, poszukujący schronienia w szpitalu, z goryczą oskarża młodego lekarza o brak znajomości życia. Tymczasem doktor Nosilewska wyznaje skrycie Stefanowi, że uciekła z Austrii po zajęciu jej przez hitlerowców. Stefan orientuje się co do swego płonnego idealizmu, ale staje się też świadkiem błędów lekarskich swoich starszych kolegów: nieudanej operacji Kautersa, szarlatanerii Marglewskiego.
Nadchodzi moment likwidacji szpitala. Bezradny dyrektor Pajączkowski nie może wyprosić u Rygiera, Kautersa i Marglewskiego zgody na spontaniczną akcję ratowania pacjentów. Wspiera go tylko Stefan, który rozdaje pozostałe lekarstwa pacjentom i na prośbę Sekułowskiego dosypuje mu cyjanku; palone są też akta. Gdy Niemcy wkraczają na teren szpitala, aresztują część kadry; Nosilewska zostaje aresztowana jako Żydówka, a Pajączkowski dzieli jej los. Sekułowski przy próbie zatrzymania połyka cyjanek i popełnia samobójstwo. Esesmani wyprowadzają kadrę i pacjentów szpitala z budynku, celem przeprowadzenia na nich egzekucji. Stefan, ukrywszy się przed Niemcami, próbuje wyprowadzić młodego chłopca skrytego pod fartuchami szpitalnymi, ten jednak umiera na jego rękach. Dostrzegłszy w lesie patrol SS, Stefan próbuje uciec i rozpływa się we mgle, podczas gdy pluton egzekucyjny rozstrzeliwuje pacjentów i pozostałych członków kadry, zasypanych następnie ziemią.

## Obsada

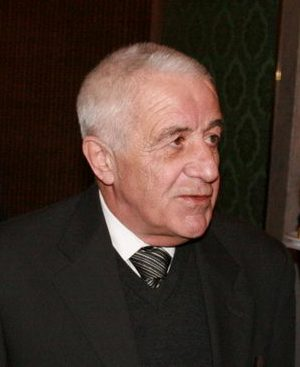
Zbigniew Zapasiewicz, odtwórca roli doktora Rygiera

Źródło: Internetowa Baza Filmu Polskiego
- Piotr Dejmek – doktor Stefan
- Jerzy Bińczycki – inżynier Andrzej Nowacki, pacjent szpitala
- Henryk Bista – doktor Kauters
- Ewa Dałkowska – doktor Nosilewska
- Gustaw Holoubek – pisarz Zygmunt Sekułowski
- Zygmunt Hübner – doktor Pajączkowski, dyrektor szpitala
- Ryszard Kotys – pielęgniarz Józef
- Wojciech Pszoniak – doktor Marglewski
- Zbigniew Zapasiewicz – doktor Rygier
- Władysław Kowalski – pacjent szpitala
- Elżbieta Karkoszka – pacjentka szpitala
- Marcin Troński – doktor Kozłowski

## Produkcja

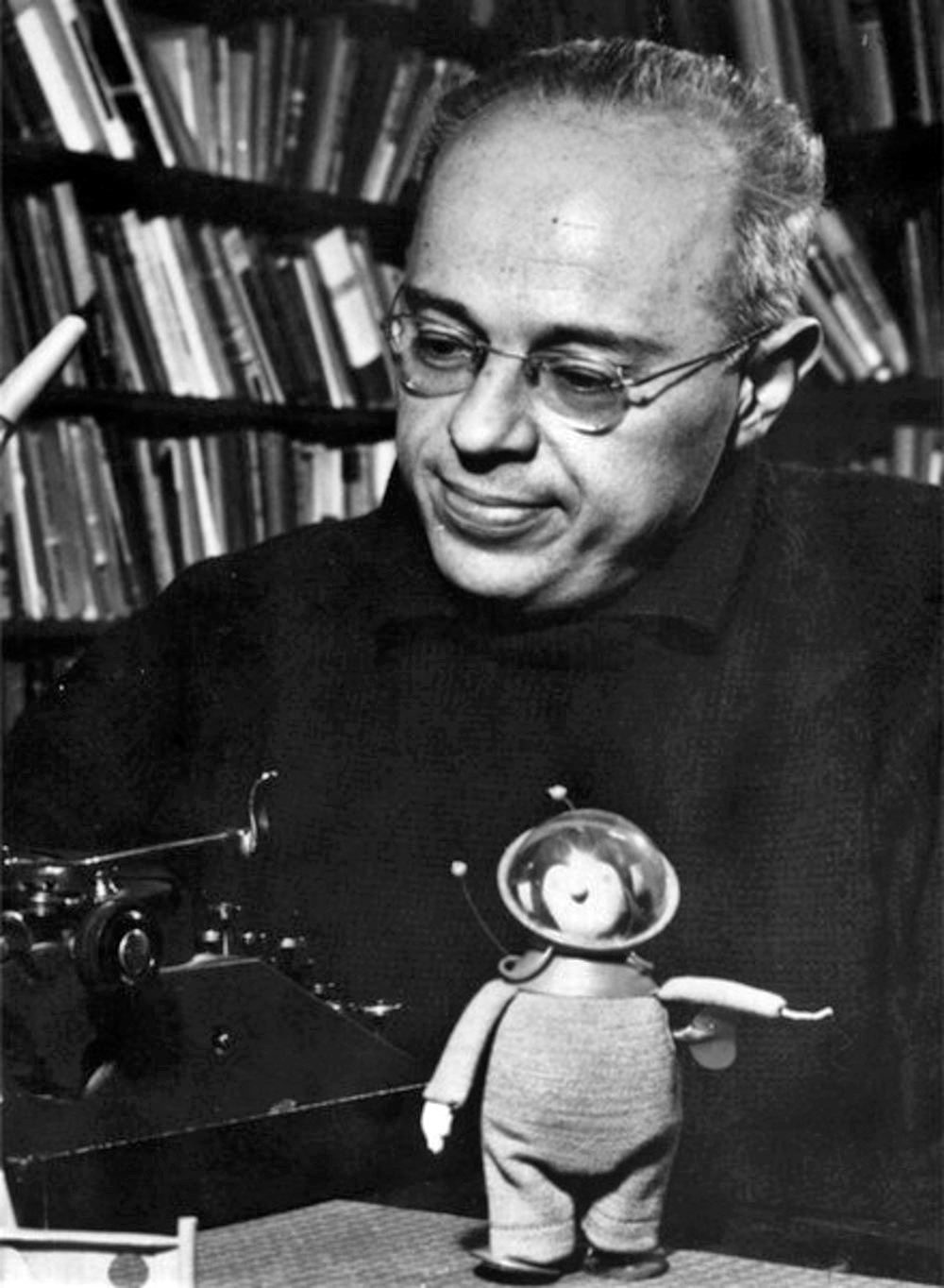
Stanisław Lem, autor pierwowzoru literackiego

Za produkcję Szpitalu Przemienienia odpowiadał Zespół Filmowy „Tor” pod dyrekcją artystyczną Krzysztofa Zanussiego. Reżyserem filmu był Edward Żebrowski, który na podstawie powieści Stanisława Lema pod tym samym tytułem napisał scenariusz wraz z krytykiem filmowym Michałem Komarem (był to pierwszy scenariusz współtworzony przez tego ostatniego). Za zdjęcia do filmu odpowiadał Witold Sobociński, a scenografię opracował Tadeusz Wybult. Muzykę do Szpitala Przemienienia skomponował Stanisław Radwan, podczas gdy nad udźwiękowieniem do filmu czuwała Małgorzata Jaworska. Film zmontowała Urszula Śliwińska.
Edward Żebrowski swoją krytykę w filmie skierował na instytucję szpitala psychiatrycznego, który posługuje się aparatem przemocy. Koncentrując się na rozterkach moralnych doktora Stefana, które prowadzą głównego bohatera do heroicznego czynu w imię dobra, Żebrowski starał się równocześnie skupić na fenomenie dobra w świecie przenikniętym przez zło.
Podczas realizacji filmu wykorzystano zabytkowe wnętrza i plenery Szpitala im. prof. Jana Mazurkiewicza (Szpitala Tworkowskiego) pod Warszawą, choć w rzeczywistości był to jedyny duży szpital psychiatryczny w Polsce, w którym Niemcy podczas wojny nie eksterminowali osób chorych psychicznie. Premiera Szpitala Przemienienia odbyła się 28 marca 1979.

### Rozpowszechnianie
W 2011 Szpital Przemienienia ukazał się razem z innymi filmami Żebrowskiego – Ocaleniem (1972) i W biały dzień (1980) – na płytach DVD, w ramach cyklu wydawniczego Arcydzieła polskiego kina. Za wydanie Szpitala Przemienienia odpowiedzialne było Wydawnictwo Telewizji Kino Polska, a rozpowszechniana wersja obsługiwała standard dźwiękowy Dolby Digital 2.0. Zrekonstruowana cyfrowo wersja filmu Żebrowskiego ukazała się w 2017 nakładem Studia Filmowego „Tor” oraz Studia Blu, w wersji na płyty DVD oraz Blu-ray.

## Odbiór

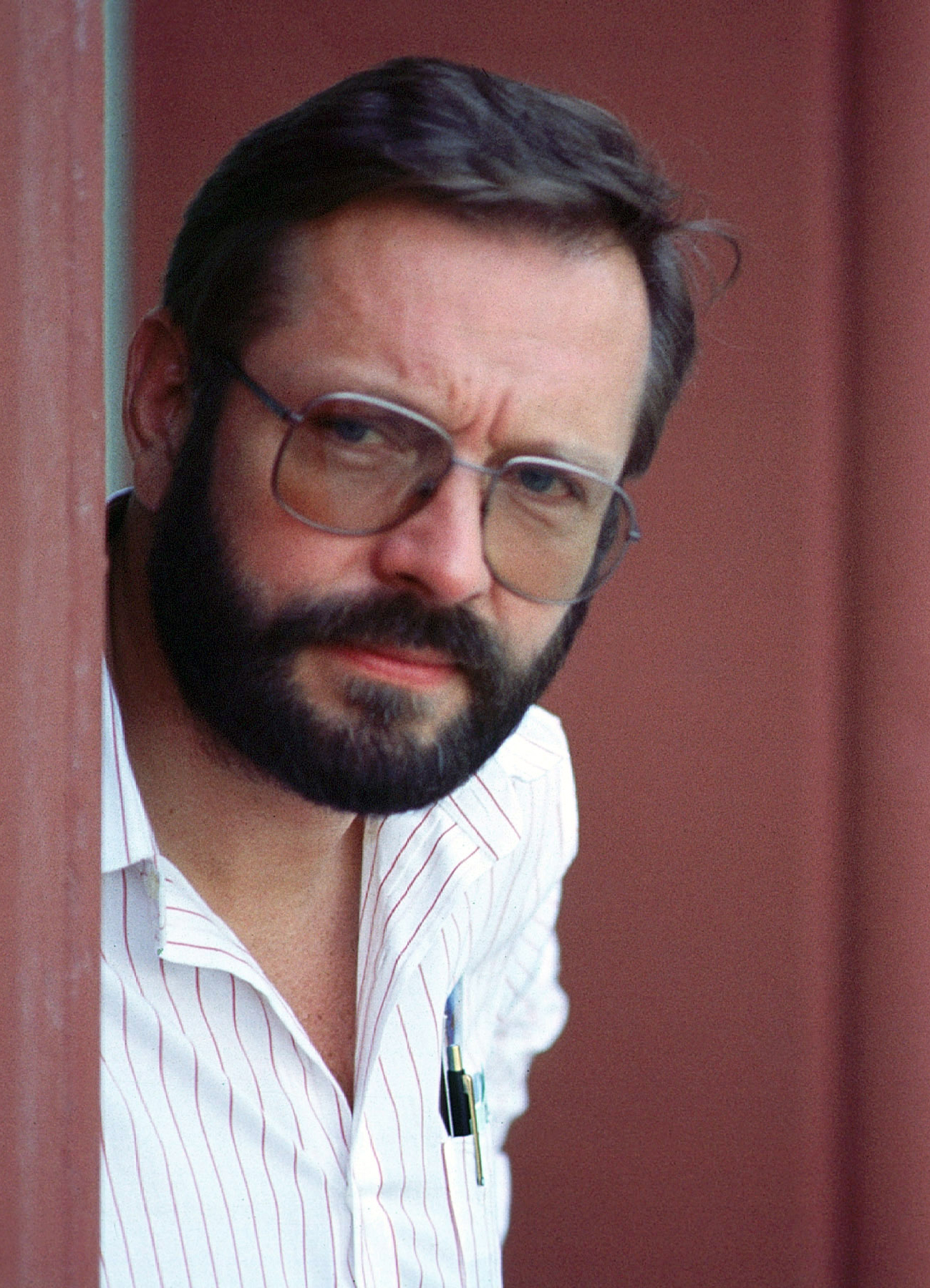
Krzysztof Zanussi, kierownik Zespołu Filmowego „Tor” odpowiedzialnego za produkcję filmu

Szpital Przemienienia został przeważnie pozytywnie przyjęty przez krytyków. Krzysztof Kreutzinger dla pisma „Film” pisał, iż „Zagłada, mimo że przychodzi z zewnątrz, jest jakby konsekwencją stosunków wewnętrznych. Nie czuje się żadnej znaczącej opozycji między wynaturzeniem w samym szpitalu a nadchodzącym okrucieństwem”. Rafał Marszałek podkreślał, że „praźródła społecznej choroby Żebrowski odkrywał [...] jakby poza nazizmem, w każdym razie zanim doszło od eksterminacji zaplanowanej przez hitlerowców”. Marszałek zwracał uwagę, iż filmowi lekarze „przez długi czas czują się panami życia i śmierci chorych”, przygotowując niejako grunt pod nazistowską eksterminację . Podobnie Tadeusz Sobolewski pisał, iż Szpital Przemienienia „pokazuje ze zjadliwą ironią, że epidemia faszyzmu szerzyła się również po naszej stronie. Wśród personelu szpitala są duchowi naziści”. Zdaniem Zygmunta Kałużyńskiego z „Polityki” film Żebrowskiego „spełnia szalenie istotne zapotrzebowanie: prezentuje postawy, daje starcie poglądów, wciąga nas w dramat sprzeczności ideowych”.
Bardziej sceptyczny wobec Szpitalu Przemienienia był Tadeusz Lubelski, zarzucając filmowi niewiarygodność fabuły. Filmowa likwidacja szpitala następuje latem 1940, podczas gdy, jak twierdził Lubelski, „zdarzenia prototypowe toczyły się we Lwowie, gdzie Lem w 1940 zaczął studia medyczne; Niemcy mogli więc przybyć do szpitala dopiero w dwa lata po rozpoczęciu wojny”. Sam autor pierwowzoru literackiego, Stanisław Lem, stawiał Żebrowskiemu zarzut odejścia od realiów wojennych: „nawet w czasie drugiej wojny światowej dowódca jednostki niemieckiej nie mógł ot, tak sobie, mordować kogo popadło. Najprawdopodobniej Niemcy uśmierciliby pacjentów, ale nie lekarzy, którzy mieli pewną szansę na ocalenie”. Podobny zarzut stawiał Jerzy Płażewski na łamach „Kina”, wypominając reżyserowi „wyizolowanie historii szpitala z szerszego kontekstu okupacyjnego”. Krzysztof Kłopotowski z „Literatury” stwierdzał, że Szpital Przemienienia posługuje się schematycznymi uproszczeniami: „zwolennik eksperymentowania na ludziach okazuje się w krytycznym momencie volksdeutschem. W swoim czasie była to trafna konstatacja, lecz dziś jest myląca”.
Nie kwestionowano natomiast walorów estetycznych filmu. Krzysztof Teodor Toeplitz z „Miesięcznika Literackiego” pisał: „Film jest pięknie fotografowany, jego obrazy mają w sobie realność, ale także świadomość stylu, pod względem inscenizacyjnym stanowi on niewątpliwie wielki krok naprzód w rozwoju talentu Edwarda Żebrowskiego”. Jan Józef Szczepański z „Tygodnika Powszechnego” zwracał uwagę na warsztat operatorski odpowiedzialnego za zdjęcia Witolda Sobocińskiego: „Nieoczekiwane przejście z koloru na technikę czarno-białą, wyciszenie dźwięku, przymglenie ostrości obrazu, przyczynia się do ogólnej zmiany tonacji, stwarza odmienną perspektywę – jak gdyby rzeczywistości oglądanej z innego już, bardziej zobiektywizowanego punktu widzenia”. Szczepański podsumowywał dyskusję nad filmem Żebrowskiego następująco: „Szpital Przemienienia jest nie tylko wielkim realizatorskim sukcesem Edwarda Żebrowskiego – jest także filmem, który niewątpliwie reprezentować będzie najcenniejsze osiągnięcia polskiej kinematografii”.

### Ocena po latach
Andrzej Szpulak z bardziej współczesnej perspektywy podszedł do stawianego filmowi zarzutu schematyczności przekazu. Jak dowodził Szpulak: „Kauters, Rygier, Marglewski, czy pisarz Sekułowski to nie woskowe figury reprezentujące swoje światopoglądowe postawy, lecz pełnokrwiści ludzie o wielorakim obliczu”. Zdaniem Szpulaka film skorzystał nie tylko na subtelności, z jaką Żebrowski zaadaptował prozę Lema, ale również na obsadzie aktorskiej. „To w dużym stopniu dzięki jej wykorzystaniu reżyser potrafił uniknąć ryzyka spłaszczenia przekazu”. Szpulak, biorąc pod uwagę całą twórczość Żebrowskiego, podkreślał konfrontację widza „z sytuacjami w każdym momencie i dla każdego człowieka trudnymi lub nawet niemożliwymi do pojęcia i do przeżycia, skonfrontowanie pozbawione ułatwień związanych z użyciem konwencji albo ilustracyjnością wobec jakiejś koncepcji światopoglądowej”. W opinii Szpulaka obraz granicznej sytuacji w życiu człowieka przybiera w Szpitalu Przemienienia formę zniuansowaną: „Ani śladu piękna rozkładu, czy pornografii przemocy”.
Robert Birkholc natomiast uznawał zarzuty Lema dotyczące ukazania w filmie realiów okupacyjnych za nieszczególnie istotne, ponieważ Szpital Przemienienia nie jest „wierną rekonstrukcją akcji T-4 […], ale symbolicznym filmem przedstawiającym gorzką diagnozę kultury europejskiej”. Birkholc podkreślał ponadto, że: „Znakomite aktorstwo, zjadliwy humor, naturalistyczna scenografia i gorączkowa (w najbardziej dramatycznych momentach opowieści) praca kamery kierowanej przez Witolda Sobocińskiego, czynią z dzieła Żebrowskiego jedną z najlepszych i najbardziej sugestywnych adaptacji prozy Lema”.

## Nagrody
| Rok  | Instytucja                                                                  | Nagroda                               | Odbiorca            |
| ---- | --------------------------------------------------------------------------- | ------------------------------------- | ------------------- |
| 1979 | Festiwal Polskich Filmów Fabularnych                                        | Nagroda Główna „Srebrne Lwy Gdańskie” | Edward Żebrowski    |
| 1979 | Festiwal Polskich Filmów Fabularnych                                        | Nagroda za dźwięk                     | Małgorzata Jaworska |
| 1979 | Międzynarodowy Festiwal Filmowy w Locarno                                   | I wyróżnienie                         | Edward Żebrowski    |
| 1981 | Międzynarodowy Festiwal Filmowy w Brukseli                                  | Kryształowa Gwiazda                   | Piotr Dejmek        |
| 1981 | Międzynarodowy Festiwal Filmów Czerwonego Krzyża i Ochrony Zdrowia w Warnie | nagroda specjalna jury                | Edward Żebrowski    |